# 明朝禮部尚書
明朝禮部尚書，為明朝六部中禮部的最高級長官，別稱“大宗伯”（左右侍郎稱“少宗伯”），負責掌管全國的禮儀、祭祀、宴饗、貢舉、外交、宗教事务等政令，為正二品。永樂遷都後，明朝設置南京六部，其實“南京禮部尚書”以及其他五尚書等職位，多為虛銜，多為參贊機務或養清望閒職之所，重要性已無關政體本身。

## 沿革
明朝洪武元年，朱元璋设置禮部。洪武六年，增设禮部尚书和禮部侍郎各一人，并在總部，祠部，膳部，主客部这四个部门各设郎中、員外郎各一人、主事各三人，隸屬中書省。洪武十三年（1380年），因胡惟庸案，明太祖朱元璋罷黜宰相与中書省，并仿照《周官》六卿之制，直屬六部，并各設尚書、侍郎各一名。洪武二十二年，改總部為儀部。洪武二十九年，改儀部、祠部、膳部為儀制、祠祭、精膳，惟主客仍舊，俱稱為清吏司。合併后的禮部職權包括祭祀、典樂、典教、宗籓、外蕃，以致醫師、膳夫、伶人等均由概兼管。成化、弘治年間以後，均以翰林院儒臣擔任禮部事務。

## 著名礼部尚书
- 宣德朝：杨溥
- 嘉靖朝：夏言、严嵩
- 崇祯朝：叶向高、徐光启、刘宇亮

南明
- 弘光帝政权：钱谦益